# Дебеняк, Божидар
Божидар Дебеняк (Дебеньяк, словен. Božidar Debenjak; род. 7 мая 1935, Любляна) — словенский философ

-марксист, социальный теоретик и переводчик.

## Биография
Божидар Дебеняк родился в семье академического живописца и графика Рико Дебеняка в Любляне, Словения, тогда части Королевства Югославия. В 1957 году окончил отделение биологии Люблянского университета естественных наук, математики и философии, затем в 1959—1961 годах учился в Институте социологии и философии в Любляне. В 1961 году он стал преподавателем Люблянского факультета.
В 1970 году там же получил докторскую степень по концепции отчуждения в философии Фридриха Энгельса и стал доцентом кафедры марксологии и истории марксизма (с 1981 года полный профессор кафедры философии). Несколько раз возглавлял Словенское философское общество и был вице-президентом Союза философских обществ Югославии, членом редколлегии белградских журналов «Filosofija» (с 1966), «Problemi» (до 1968), а также изданий «Anthropos» и «Prostor in čas» (1969—1971).
Более тридцати лет он преподавал немецкую классическую философию (с особым упором на изучение Гегеля в Словении), марксистскую теорию, историю философии, а после 1990 года — социальную философию (и возглавлял кафедру философии истории, социальной философии и теоретического психоанализа) в Люблянском университете. Среди его учеников были многие известные словенские философы и социологи, в том числе Славой Жижек, Младен Долар, Растко Мочник, Рената Салецл и Тончи Кузманич — все одиннадцать его докторантов зарекомендовали себя в международном масштабе. Он был одним из первых ученых, внедривших идеи Франкфуртской школы в учебные программы югославских университетов.
Всё это время он также занимался политической работой: в 1963—1867 годах был членом просветительской и культурной ассамблеи Федерального собрания, активно сотрудничал со студенческими движениями в годы их подъёма (1968—1974), пытаясь в качестве члена ЦК Союза коммунистов Словении выступать посредником между критически настроенной молодёжью и партией. С 1975 года он работал в Марксистском центре ЦК СКС и Институте марксистских исследований (позже Философский институт), в 1976—1985 годах заведовал кафедрой в политшколе Союза коммунистов Югославии в Кумроваце. С 1982 года был главой Марксистского центра Люблянского университета, в 1980-х также состоял в университетском парткоме СКС, горкоме СКС и идейной комиссии ЦК СКС, к концу десятилетия был избран в ЦК СКЮ. После 2000 года читал лекции в Рабоче-панковском университете Института мира в Любляне. В последнее время также участвовал в словенской протестантской ассоциации «Примож Трубар».
Он написал несколько книг, в основном по марксистской теории, в том числе монографию об учении Фридриха Энгельса (Friedrich Engels — zgodovina in odtujitev, 1970), в которой он изобразил Энгельса как «более тонкого исторического материалиста, чем Маркс», которому «удалось установить более четкую грань между историей и природой». Его «Введение в марксистскую философию» (1977) было опубликовано в 4 изданиях и стало одним из самых влиятельных синтезов марксистской мысли в Словении. Он пристально изучал современенные дискуссии марксистов вне восточного блока, что нашло отображение в таких его книгах, как «Возрождение марксизма после Второй мировой войны» и «Буржуазный космос и революционная теория: аспекты „критической теории общества“». Вся его библиография включает более 300 наименований, в основном публикаций в журналах и антологиях.
Он также перевел несколько работ, в основном с немецкого, в том числе несколько работ Карла Маркса (особенно молодого Маркса), Фридриха Энгельса, Ленина, Розы Люксембург, Карла Корша, Теодора Адорно, Макса Хоркхаймера, Герберта Маркузе и Юргена Хабермаса. Был председателем редколлегии основного словенского издания сочинений Маркса и Энгельса. Также Дебеняк перевёл собрание текстов Мартина Лютера («На том стою: богословские и политические сочинения») «Феноменологию духа» Гегеля с подробным комментарием и «Славу герцогства Карниола» Вальвазора (вместе с женой и сыном Приможем., за что все трое были награждены орденом «За заслуги» Республики Словения) и стал с супругой соавтором одного из самых полных словенско-немецких словарей.
Он был женат на Дорис Дебеньяк (урожденная Кирш), словенской переводчице  кочеварского немецкого происхождения и председателе Общества коренных кочеваров.
Кавалер словенского ордена «За заслуги» (2014).